# انریکه برنولدی
انریکه آنتونیو لانگوئه سیلوریو دو برنولدی (انگلیسی: Enrique Antônio Langue e Silvério de Bernoldi؛ زادهٔ ۱۹ اکتبر ۱۹۷۸ در کوریتیبا) رانندهٔ مسابقات اتومبیل‌رانی فرمول یک اهل برزیل است که در سال‌های ۲۰۰۱ و ۲۰۰۲ با تیم اروز در مسابقات جهانی فرمول یک شرکت‌کرده، و از سال ۲۰۰۴ تا ۲۰۰۶ رانندهٔ آزمایشی تیم بی‌ای‌آر هوندا بوده‌است.

## نتایج کامل در مسابقات جهانی فرمول یک
(کلید)
| سال  | شرکت‌کننده          | شاسی      | موتور        | ۱             | ۲        | ۳        | ۴             | ۵          | ۶        | ۷         | ۸         | ۹        | ۱۰          | ۱۱          | ۱۲       | ۱۳          | ۱۴       | ۱۵         | ۱۶        | ۱۷      | قهرمانی رانندگان | امتیاز |
| ---- | ------------------ | --------- | ------------ | ------------- | -------- | -------- | ------------- | ---------- | -------- | --------- | --------- | -------- | ----------- | ----------- | -------- | ----------- | -------- | ---------- | --------- | ------- | ---------------- | ------ |
| ۲۰۰۱ | اورانژ اروز آسیاتک | اروز ای۲۲ | آسیاتک وی۱۰  | استرالیا ب.   | مالزی ب. | برزیل ب. | سان مارینو ۱۰ | اسپانیا ب. | اتریش ب. | موناکو ۹  | کانادا ب. | اروپا ب. | فرانسه ب.   | بریتانیا ۱۴ | آلمان ۸  | مجارستان ب. | بلژیک ۱۲ | ایتالیا ب. | آمریکا ۱۳ | ژاپن ۱۴ | بیست‌ویکم         | ۰      |
| ۲۰۰۲ | اورانژ اروز        | اروز ای۲۳ | کازوورث وی۱۰ | استرالیا ر.ص. | مالزی ب. | برزیل ب. | سان مارینو ب. | اسپانیا ب. | اتریش ب. | موناکو ۱۲ | کانادا ب. | اروپا ۱۰ | بریتانیا ب. | فرانسه ع.ص. | آلمان ب. | مجارستان    | بلژیک    | ایتالیا    | آمریکا    | ژاپن    | بیست‌ودوم         | ۰      |